# 제5공화국 운동당

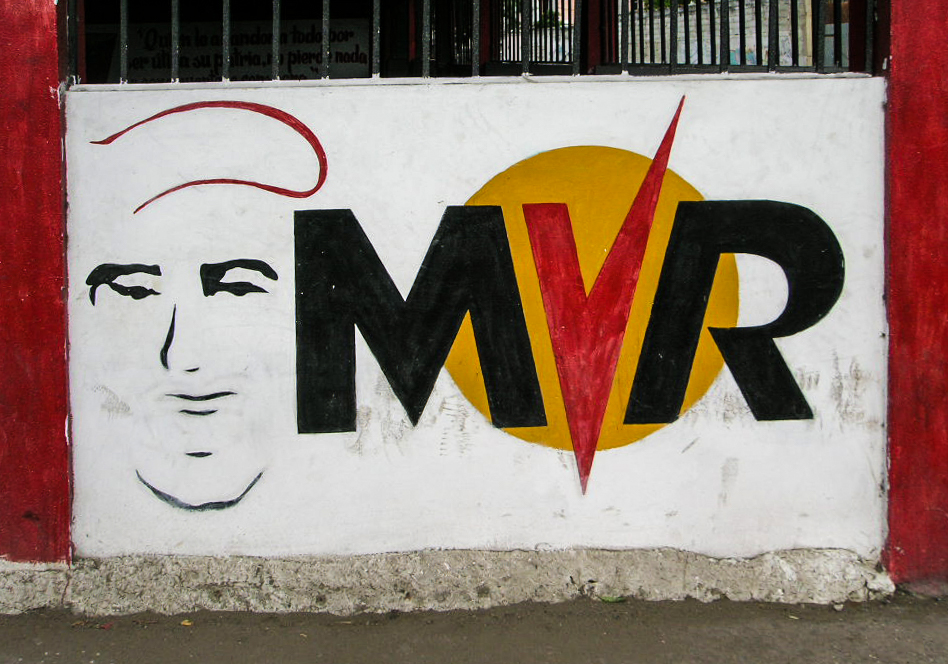

제5공화국 운동당(스페인어: Movimiento V República)은 1997년부터 2007년까지 존재했던 베네수엘라의 민주사회주의 정당이다. 볼리바르 운동의 주역인 우고 차베스와 그의 지지자들이 대선에 참가해, 직접 정권을 잡기 위해 만든 정당이다. 이외의 다른 정당들과 합쳐 베네수엘라 연합사회당을 창당하면서 2007년 자진 해산하였다.

## 같이 보기
- 21세기 사회주의
- 우고 차베스
- 차베스주의
- 볼리바르주의
- 베네수엘라 연합사회당